# Fiorano Modenese
Fiorano Modenese é uma comuna italiana da região da Emília-Romanha, província de Modena, com cerca de 16.091 habitantes. Estende-se por uma área de 26 km², tendo uma densidade populacional de 619 hab/km². Faz fronteira com Formigine, Maranello, Sassuolo, Serramazzoni.

## Demografia
| Variação demográfica do município entre 1861 e 2011                               |
|                                                                                   |
| Fonte: Istituto Nazionale di Statistica (ISTAT) - Elaboração gráfica da Wikipedia |